# Armando del Castillo Franco
Armando del Castillo Franco (Canatlán, Durango, 27 de agosto de 1920-Durango, 7 de febrero de 1992)[cita requerida] fue un político mexicano, perteneciente al Partido Revolucionario Institucional y que fue gobernador de Durango entre 1980 y 1986.
Armando del Castillo Franco realizó sus estudios básicos en el estado de Durango, a partir de la secundaria se trasladó realizarlos a la Ciudad de México, donde se graduó como abogado por la Universidad Nacional Autónoma de México, donde inició su carrera política como líder juvenil nacional del PRI e integrante de la campaña presidecial de Miguel Alemán Valdés en 1946, que tras asumir la presidencia lo nombró para varios cargos en el gobierno del Distrito Federal, como director de Defensores de Oficio, de Acción Cívica y Orientación Popular, de Acción Social y de Acción Educacional en el periodo entre 1946 y 1949.
En 1949 fue elegido diputado federal por el IV Distrito Electoral Federal de Durango a la XLI Legislatura que culminó en 1952, en función del fue nombrado Presidente de la Cámara de Diputados y le correspondió contestar el III Informe de Gobierno de Miguel Alemán el 1 de septiembre de 1949. En 1951 dejó la diputación para ser Secretario General de Gobierno de Durango nombrado por el gobernador Enrique Torres Sánchez.
Durante gran parte de la década de 1960 y 1970 permaneció totalmente fuera de la política activa, siendo considerado como un político retirado, hasta que en 1979 fue sorpresivamente postulado y electo diputado federal por el III Distrito Electoral Federal de Durango a la LI Legislatura, gracias al apoyo del entonces presidente José López Portillo, por cuya misma indicación fue postulado candidato del PRI a Gobernador de Durango y electo en 1980, asumió la gubernatura y la desempeñó de ese año a 1986.